# Маньковецька сільська рада
Манькове́цька сільська́ ра́да — адміністративно-територіальна одиниця та орган місцевого самоврядування в Барському районі Вінницької області. Адміністративний центр — село Маньківці.

## Загальні відомості
- Територія ради: 30,261 км²
- Населення ради: 1 173 особи (станом на 2001 рік)
- Територією ради протікає річка Рів.

## Населені пункти
Сільській раді підпорядковані населені пункти:
- с. Маньківці
- с. Мельники
- с. Улянівка

## Склад ради
Рада складалася з 16 депутатів та голови.
- Голова ради: Гуліватий Сергій
- Секретар ради: Тарган Людмила Василівна

### Керівний склад попередніх скликань
| Прізвище, ім'я, по батькові | Основні відомості                                                                             | Дата обрання | Дата звільнення |
| --------------------------- | --------------------------------------------------------------------------------------------- | ------------ | --------------- |
| Зброжек Микола Борисович    | Сільський голова, 1951 року народження, член Соціал-демократичної партії України (об'єднаної) | 26.03.2006   | 31.10.2010      |
| Зброжек Микола Борисович    | Сільський голова, 1965 року народження, освіта вища, безпартійний                             | 31.10.2010   |                 |

Примітка: таблиця складена за даними сайту Верховної Ради України

### Депутати
За результатами місцевих виборів 2010 року депутатами ради стали:

#### За суб'єктами висування
| Суб'єкт висування                                       | Кількість обраних депутатів | %    |
| ------------------------------------------------------- | --------------------------- | ---- |
| Партія регіонів                                         | 9                           | 56,3 |
| Політична партія Народний Рух України                   | 4                           | 25   |
| Самовисування                                           | 2                           | 12,5 |
| Політична партія Всеукраїнське об'єднання «Батьківщина» | 1                           | 6,3  |

#### За округами
| № округу                                                | Прізвище, ім'я, по батькові        | Дата визнання обраним | Освіта             | Партійна приналежність                        | Відомості про обраного депутата                                          |
| ------------------------------------------------------- | ---------------------------------- | --------------------- | ------------------ | --------------------------------------------- | ------------------------------------------------------------------------ |
| Партія регіонів                                         |                                    |                       |                    |                                               |                                                                          |
| 1                                                       | Твердохліб Віктор Борисович        | 01.11.2010            | вища               | позапартійний                                 | ТОВ «Маньківці», головний агроном                                        |
| 2                                                       | Тихолаз Галина Іванівна            | 01.11.2010            | вища               | позапартійна                                  | Маньковецька сільська рада, землевпорядник                               |
| 5                                                       | Рудоман Лідія Леонідівна           | 01.11.2010            | середня спеціальна | позапартійна                                  | Барська швейна фабрика, контролер                                        |
| 6                                                       | Васютинський Володимир Олексійович | 01.11.2010            | вища               | позапартійний                                 | Барські електромережі, інженер-інспектор                                 |
| 7                                                       | Тарган Людмила Василівна           | 01.11.2010            | вища               | позапартійна                                  | Маньковецька сільська рада, секретар                                     |
| 9                                                       | Сошка Валерій Володимирович        | 01.11.2010            | вища               | позапартійний                                 | Барська дільнична ветлікарня, ветлікар                                   |
| 10                                                      | Балан Володимир Васильович         | 01.11.2010            | середня спеціальна | позапартійний                                 | Барське відділення пенсійного фонду України, програміст                  |
| 12                                                      | Грицак Людмила Миколаївна          | 01.11.2010            | вища               | позапартійна                                  | Маньковецька сільська рада, головний бухгалтер                           |
| 14                                                      | Грицак Світлана Миколаївна         | 01.11.2010            | вища               | позапартійна                                  | Маньковецька загальноосвітня школа І-ІІІ ст., заступник директора        |
| Політична партія Всеукраїнське об'єднання «Батьківщина» |                                    |                       |                    |                                               |                                                                          |
| 4                                                       | Фризюк Людмила Миколаївна          | 01.11.2010            | середня            | член Всеукраїнського об'єднання «Батьківщина» | тимчасово не працює                                                      |
| Політична партія Народний Рух України                   |                                    |                       |                    |                                               |                                                                          |
| 8                                                       | Ковальський Микола Володимирович   | 01.11.2010            | вища               | член Народного Руху України                   | пенсіонер                                                                |
| 11                                                      | Мартинюк Михайло Олександрович     | 01.11.2010            | середня            | член Народного Руху України                   | тимчасово не працює                                                      |
| 13                                                      | Гула Сергій Володимирович          | 01.11.2010            | вища               | член Народного Руху України                   | Маньковецька загальноосвітня школа І-ІІІ ст., вчитель трудового навчання |
| 15                                                      | Павлюк Григорій Степанович         | 01.11.2010            | середня спеціальна | позапартійний                                 | тимчасово не працює                                                      |
| Самовисування                                           |                                    |                       |                    |                                               |                                                                          |
| 3                                                       | Кузевич Тамара Василівна           | 01.11.2010            | вища               | позапартійна                                  | тимчасово не працює                                                      |
| 16                                                      | Драпеза Сергій Михайлович          | 01.11.2010            | вища               | позапартійний                                 | пенсіонер                                                                |